# Simulium gagiduense
Simulium gagiduense är en tvåvingeart som beskrevs av John Smart och Clifford 1965. Simulium gagiduense ingår i släktet Simulium och familjen knott. Inga underarter finns listade i Catalogue of Life.